# Каныгтокынманкы
Каныгтокынманкы (Каныгтокынманкын, Каныгтокынмангкы) — обширная мелководная лагуна на арктическом побережье Чукотского моря. Относится к территории Иультинского района Чукотского автономного округа России.
В 12 км к северу расположен посёлок Ленинградский, в 10 км к югу — посёлок Полярный.
Название в переводе с чук. Каӈэгтокынмаӈӄы — «кривовыходящая лагуна».
Разделена на несколько частей косами Ыльвакытрын и Нотакытрын.
На юге упирается в горный массив Анкакэныгтон.
На востоке сливается с Чукотским морем и лагуной Эръокынманкы.
Средние глубины составляют 0,5-0,8 м, максимальные не превышают 1,5-1,7 м Донный грунт илистый. Берега сложены гравийно-галечным материалом с песчаным заполнителем.
Воды опреснены реками, в разных частях лагуны минерализация существенно колеблется от 0,5 до 18-19 г/л и повышается в связи с приливными и нагонными явлениями до 24 г/л. В солевом составе лагунных вод, как и морских, преобладает NaCl, величина pH колеблется от 6,7 до 7,8.

## Впадающие реки
- Въэйкууль
- ручей от озера Приморское
- Усатый
- Пильгынкууль

## Топографические карты
- Лист карты R-60-XXIII,XXIV Ленинградский. Масштаб: 1 : 200 000. Состояние местности на 1981 год. Издание 1987 г.
- Лист карты R-60-XXIX,XXX Полярный. Масштаб: 1 : 200 000. Состояние местности на 1981 год. Издание 1988 г.